# Donald McKinlay
Donald McKinlay (* 25. Juli 1891 in Newton Mearns; † 16. September 1959 in Liverpool) war ein schottischer Fußballspieler.
Er spielte zwischen 1910 und 1929 insgesamt 434-mal für den FC Liverpool, mit dem er 1922 und 1923 Meister wurde und zweimal für die schottische Fußballnationalmannschaft. McKinlays Karriere endete mit einer Verletzung im Jahr 1929. Nach seiner Zeit als Profisportler arbeitete er als Kneipenwirt in Liverpool, wo er im Alter von 68 Jahren starb.